# Ulrike syriaca
Ulrike syriaca är en halssländeart som först beskrevs av Steinmann 1964.  Ulrike syriaca ingår i släktet Ulrike och familjen ormhalssländor. Inga underarter finns listade i Catalogue of Life.